# Крюков, Иван Николаевич
Иван Николаевич Крю́ков (1896, Кокшанск, Казанская губерния, Российская империя — 30 января 1938, Горький, Горьковская область, СССР) — советский общественный деятель, ректор УГТУ и Горьковского политехнического института.

## Биография
Родился в Кокшанске в семье рабочих. Учился в школе при Кокшанском химическом заводе, после чего закончил 7 классов реального училища в Елабуге.
С 1915 года работал на химическом заводе, получил квалификацию мастера-химика. В 1917 году примкнул к партии эсеров. Возглавил заводской совет рабочих депутатов, был зампредседателя исполкома Елабужского уезда, делегатом I съезда Советов (Петроград).
Участник Гражданской войны на стороне большевиков. 1 января 1919 года вступил в РКП(б).
В 1921 году распоряжением ВСНХ И. Н. Крюкова направили на должность председателя правления Уралхима. Избирался членом президиума ЦК профсоюза химиков. Руководил строительством Пермского суперфосфатного и сернокислотного заводов.
в 1929 году в числе «парттысячников» (сознательных коммунистов, набранных в вузы с целью замены старых специалистов) направлен на учёбу в Уральский химико-технологический институт, который окончил в 1933 году, сразу после этого был назначен директором этого вуза и через год — директором Втузстроя, а вскоре и ректором Уральского индустриального института.
Летом 1935 года переведён директором Горьковского политехнического института.
Арестован 23 августа 1937 года. 30 января 1938 года Военной коллегией Верховного суда приговорён к расстрелу по ст. 58-8, 58-11.